# Stortjärnen (Dorotea socken, Lappland, 713018-152057)
Stortjärnen är en sjö i Dorotea kommun i Lappland och ingår i Ångermanälvens huvudavrinningsområde.